# Porto-Novo
Porto-Novo är Benins officiella huvudstad och är även huvudort för departementet Ouémé. Porto-Novo hade cirka 260 000 invånare vid folkräkningen 2013 och är landets näst största stad efter Cotonou, och landets tredje största kommun. Staden är indelad i fem arrondissement.

## Historia
Porto-Novo påstås ha grundats på 1500-talet av kungen Te-Agdanlin. Namnet Porto-Novo är av portugisiskt ursprung, och betyder "ny hamn". Staden har varit underställd flera olika riken och kolonialmakter, bland annat Frankrike och Portugal. Efter att Brasiliens slavar frigivits, sökte många av dem en fristad i staden, varför stadsbilden är märkbart påverkad av latinamerikansk musik och kultur. Porto-Novo styrdes, ibland officiellt och ibland inofficiellt, av en kung fram tills Alohinto Gbeffa, den siste, dog 1976.

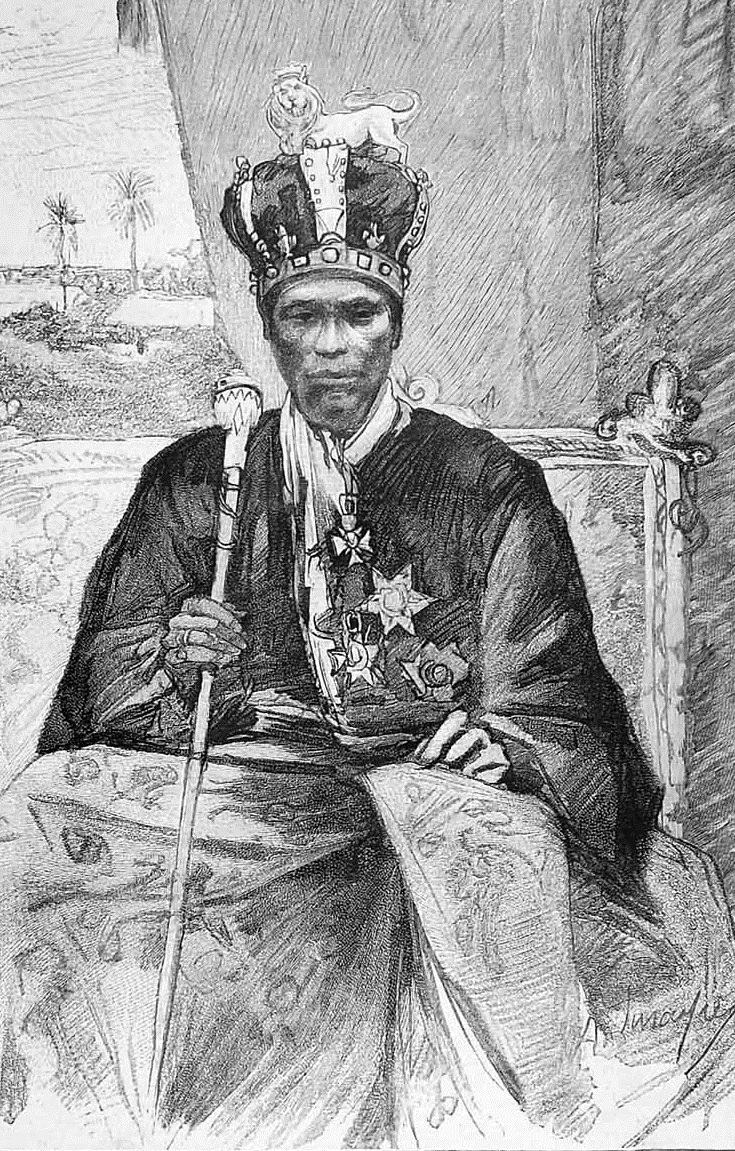
Avbildning från 1892 av Toffa I, kung över området 1874 till 1908.

## Näringsliv
Porto-Novo är centrum i ett jordbruksområde vars huvudprodukt är palmolja; andra exportprodukter är bomull och kapok. Banque Internationale du Bénin har också en filial i staden. 13% av stadens befolkning ägnar sig åt jordbruk, utöver eventuella andra sysselsättningar.

## Demografi
Porto Novo hade 264 320 invånare vid folkräkningen 2013. Många invånare härstammar från afrikanskättade brasilianare, som reste till Afrika efter att slaveriet avskaffats i Brasilien.
Folkmängden har uppgått till följande vid de senaste folkräkningarna:
- 1979: 133 168 (folkräkning)
- 1992: 179 138 (folkräkning)
- 2002: 223 552 (folkräkning)[2]
- 2013: 264 320 (folkräkning)[2]